# Chapelle de l'Essert de Châtel
La chapelle de l'Essert est une chapelle catholique située dans la commune de Châtel, dans le département de la Haute-Savoie.

## Historique
L'édifice est érigé en 1784 en souvenir des victimes d’un éboulement.